# Успенка (Сумская область)
Успенка (укр. Успенка) — село,
Успенковский сельский совет,
Бурынский район,
Сумская область,
Украина.
Код КОАТУУ — 5920987401. Население по переписи 2001 года составляло 1885 человек.
Является административным центром Успенковского сельского совета, в который не входят другие населённые пункты.

## Географическое положение
Село Успенка находится на берегу реки Курица, недалеко от её истоков,
ниже по течению примыкает село Воскресенка.
На реке несколько запруд.
Через село проходит автомобильная дорога Т-1916.

## История
- В селе обнаружены остатки поселения и могильник черняховской культуры. Здесь раскопано 1600 захоронений IV—VII веков[4][5].
- Село возникло под названием Большое Неплюево.
- 1918 год — село переименовано в Успенка.

## Известные уроженцы
- Головинский, Гай Петрович — Герой Советского Союза.
- Жаботинский, Леонид Иванович — двукратный олимпийский чемпион, Заслуженный мастер спорта СССР по тяжёлой атлетике.

## Экономика
- Молочно-товарные фермы.
- «Успенка», ООО.

## Объекты социальной сферы
- Школа.
- Дом культуры.
- Детский сад.